# Louis Maurin (archéologue et historien)
 (mai 2020).
Si vous disposez d'ouvrages ou d'articles de référence ou si vous connaissez des sites web de qualité traitant du thème abordé ici, merci de compléter l'article en donnant les références utiles à sa vérifiabilité et en les liant à la section « Notes et références ».
Pour les articles homonymes, voir Louis Maurin et Maurin.
Louis Maurin, né à Saint-Bonnet-de-Joux le 25 mai 1935, est un historien de l'antiquité et archéologue français.

## Biographie
Agrégé d'histoire en 1958, Louis Maurin est titulaire d'un doctorat de troisième cycle en histoire en 1968 portant sur La Cité de Saintes, de la paix romaine à la paix franque IVe siècle-VIIe siècle : enquête archéologique. Enseignant à l'université de Bordeaux III, il devient ensuite conservateur au musée archéologique de Saintes. Effectuant des fouilles à Saintes, il obtient une thèse d’État en 1977 portant sur Saintes antique, des origines à la fin du VIe siècle.
Il est professeur à Bordeaux III puis professeur émérite à partir de 2003 et conservateur du musée d'Aquitaine de 1980 à 1984.

## Travaux
Les travaux de Louis Maurin portent, outre ceux sur Saintes et la Saintonge, sur certains sites archéologiques tunisiens : Carthage, Oudna, mais aussi une étude des inscriptions funéraires de Dougga.
Il intègre l'Académie de Saintonge en 1979, dont il devient membre honoraire en 2002.

## Principales publications
Louis Maurin est un auteur très prolifique, seul ou en coopération. Ces quelques titres sont un extrait de son abondante bibliographie (détail ici).
- Guide du Musée archéologique : collections gallo-romaines, 1975
- Carte Archéologique de la Gaule 17-1 : Charente-Maritime, 1999
- Saintes antique, des origines à la fin du VIe siècle après Jésus-Christ, 1978
- Histoire de l’Aunis et de la Saintonge ; tome 1, Des origines à la fin du VIe siècle après J.-C., 2007